# 호베르송 지 아루다 아우베스
호베르송 지 아루다 아우베스(포르투갈어: Roberson de Arruda Alves, 1993년 7월 2일 ~ )는 브라질의 축구 선수로, 포지션은 공격수이다. 2018년 현재 K리그 클래식 제주 유나이티드 FC에서 활약하고 있다. K리그 등록명은 호벨손이다.